# Arabisch-andalusische Musik

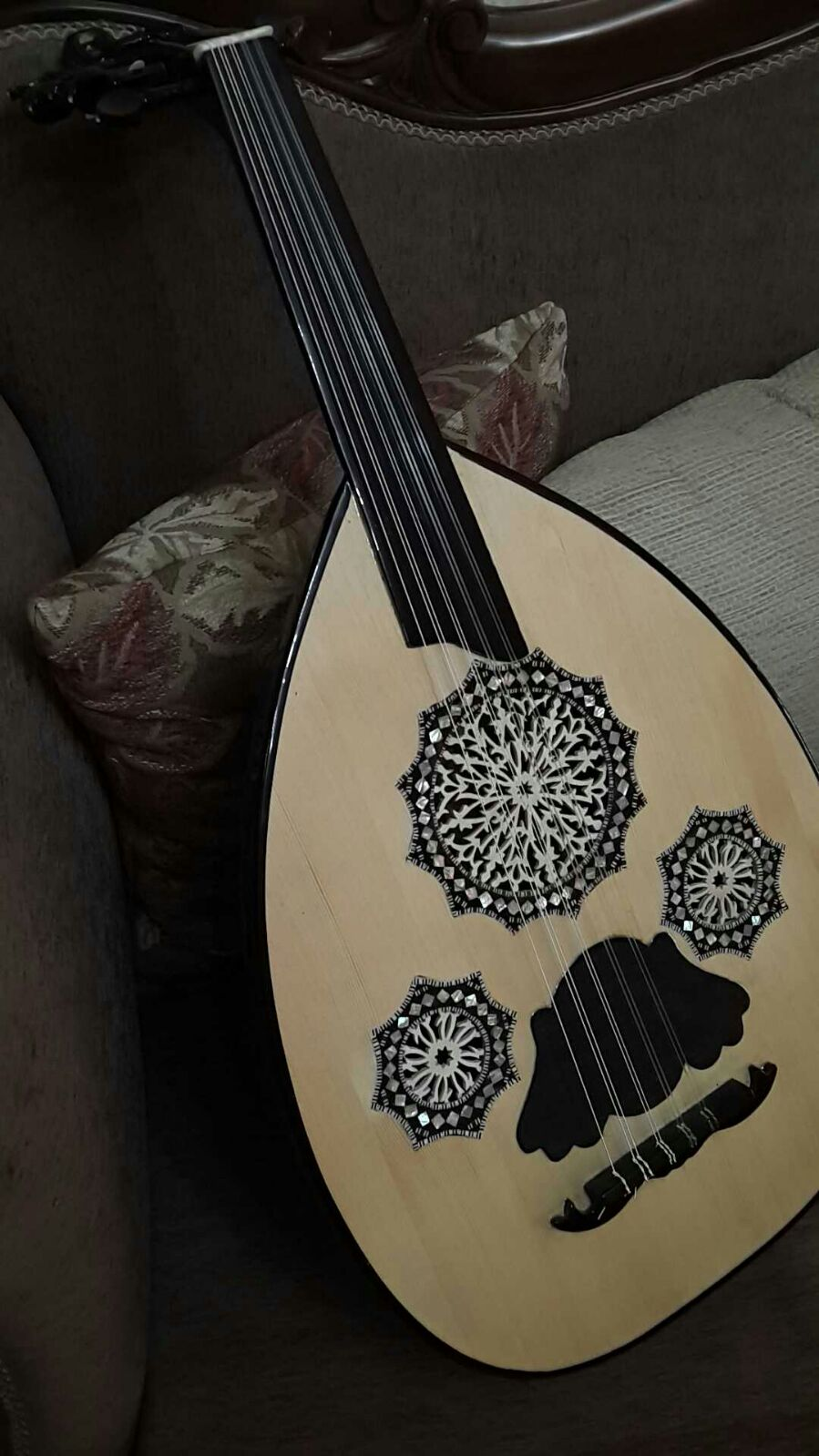
Ägyptische Laute. Auch die europäische Laute ist ein aus dem arabischen Kulturkreis stammendes Instrument

Arabisch-andalusische Musik (arabisch الموسيقى الاندلسية, DMG al-mūsīqā al-andalusiyya, vor allem in Marokko auch arabisch موسيقى الآلة, DMG mūsīqā al-āla oder arabisch النوبة, DMG an-nūba genannt) ist eine Stilrichtung  arabischer Musik, die in ganz Nordafrika verbreitet ist. Sie hat sich aus der in Andalusien zwischen dem 9. und dem 15. Jahrhundert vorherrschenden Musikrichtung entwickelt.
Heute wird sie mit Algerien (Gharnati, San'a und al-Maalûf) sowie mit Marokko (al-Âla und Gharnati), Tunesien und selbst Libyen (al-Maalûf) in Verbindung gebracht.
Al-Maalûf beruht auf einer Mischung arabischer und andalusischer Elemente. Anders als Algerien, Tunesien, Libyen und die meisten anderen arabischen Staaten war Marokko nicht jahrhundertelang Teil des Herrschaftsbereichs des Osmanischen Reiches und somit nicht den damit verbundenen kulturellen Einflüssen ausgesetzt.
Parallel zum klassischen Stil hat sich die populäre Musik entwickelt, die als Chaabi (arabisch شعبى, DMG ša‘bī ‚zum Volk gehörend‘) bezeichnet wird.

## Die Ursprünge
Es heißt, die klassische arabisch-andalusische Musik sei im 9. Jahrhundert im Emirat von Córdoba entstanden. Ihre Erschaffung wird dem zunächst im Irak lebenden persischen Musiker Ziryab (gest. 857), später am Hof von Abd ar-Rahman II. in Córdoba tätig, zugeschrieben. Später soll der in Saragossa wirkende Dichter, Komponist und Philosoph Ibn Baddscha (gest. 1139) den Stil Ziryâbs mit westlichen Elementen kombiniert und so einen völlig neuen Musikstil geschaffen haben, der sich dann über die ganze iberische Halbinsel und über Nordafrika verbreitete.
Im 11. Jahrhundert entwickelten sich die unter maurischer Herrschaft stehenden Gebiete der iberischen Halbinsel zu Zentren des Baus von Musikinstrumenten, die nach und nach Eingang in die Musikkultur der Provence fanden. Von dort aus verbreiteten sie sich, vermittelt durch die Trouveres und Troubadours auch im übrigen Europa. Die deutschen Namen von Musikinstrumenten wie Laute, Rebek und Gitarre leiten sich her  von den arabischen Bezeichnungen Oud, Rabāb, quithara, wobei wiederum einige der arabischen Namen aus dem Griechischen sowie aus anderen Kulturen stammen.
Al-ala, die klassische arabisch-andalusische Musik, breitete sich in einem Jahrhunderte andauernden Prozess des kulturellen Austausches auch in Nordafrika aus, was dadurch erleichtert wurde, dass die Dynastien der Almohaden, der Meriniden und der Abdalwadiden sowohl Al-Andalus als auch den westlichen Teil Nordafrikas (den Maghreb) beherrschten.
Die Flucht und Vertreibung der Muslime und der Juden aus Córdoba, Sevilla, Valencia und Granada im Zuge der Reconquista, der Rückeroberung und Rechristianisierung der iberischen Halbinsel, führte dazu, dass sich die arabisch-andalusische Musik noch weiter verbreitete.
Während die Bezeichnung Gharnati sich im heutigen Algerien sich auf das gesamte Repertoire bezieht, bezeichnet sie in Marokko eine besondere Stilrichtung der andalusischen Musik, die als solche aus dem Gesamtrepertoire des „Tab Al Ala“-Stils hervortritt, vgl. Rachid Aous und Mohammed Habib Samrakandi, Music of Algeria, S. 15 und 24.
Nordafrikanische Städte, in denen sich diese besondere, aus Granada stammende Stilrichtung der arabisch-andalusischen Musik erhalten hat, werden im Buch „The Literature of Al-Andalus“ auf den Seiten 72–73 erwähnt.

## Die arabisch-andalusische Musik heute
Das Repertoire der andalusischen Musik besteht aus einer Anzahl nūba (Pl. nuwab, auch nūbāt), wobei es sich um eine musikalische Großform handelt, die in Marokko aus fünf, in Algerien aus neun und in Tunesien aus zehn Sätzen besteht. Eine Andalusi nubah genannte Suitenform ist die Grundlage der al-Ala-Musik. Obwohl die Wurzeln in Andalusien zu suchen sind, ist die nûba in ihrer heutigen Form wohl ein Ergebnis einer eigenständigen nordafrikanischen Entwicklung.
Jede nûba ist einem musikalischen Modus (arabisch طبع, DMG ṭab‘, „Wesen, Natur“, entspricht dem Maqām) zugeordnet. Man sagt, es habe ursprünglich vierundzwanzig nûba gegeben entsprechend den Stunden eines Tages. Davon haben in Algerien jedoch nur sechzehn überdauert, in Marokko elf, zusammen also fünfundzwanzig „andalusische“ Modi.
Die fünf Teile der marokkanischen nûba, genannt mîzân, haben jeweils einen eigenen Rhythmus.
In einer vollständigen nûba haben diese Rhythmen folgende Reihenfolge:
1. basît (6/4)
2. qâ'im wa nusf (8/4)
3. btâyhî (8/4)
4. darj (4/4)
5. quddâm (3/4 oder 6/8).

Die Aufführung einer nuba kann sechs oder sieben Stunden dauern, was heutzutage allerdings nur noch selten geschieht. In Marokko ist es eher üblich, nur einen mîzân einer nuba zu spielen.
Jeder mîzân beginnt mit einem instrumentalen Vorspiel, ggf. auch mehreren Vorspielen, dabei kann es sich um tûshiya, m'shaliya oder bughya genannte Stücke handeln. Darauf folgen bis zu zwanzig Lieder.
Orchester, die klassische arabisch-andalusische Musik spielen, gibt es im ganzen Maghreb, z. B. in folgenden Städten:
- Algerien: Tlemcen, Algier, Bejaia, Blida, Constantine, Oran …
- Marokko: Fès, Tetuan, Oujda, Rabat, Salé, Tanger, Chefchaouen …
- Tunesien: Tunis, Testour, Kairouan …

Diese Orchester verwenden unter anderem folgende Instrumente:
Oud (Laute), Rabāb (Rebec), Darbuka, Taarija, Qānūn (Kastenzither) und Kamāndscha (Spießgeige).  In neuerer Zeit sind andere Instrumente dazu gekommen, z. B.  Piano, Kontrabass, Cello, sogar Banjos, Saxophone und Klarinetten, es handelt sich aber um Ausnahmen.

## Einfluss der arabisch-andalusischen Musik auf andere Musikkulturen
Musikinstrumente, die in der abendländischen klassischen Musik verwendet werden und aus dem Orient stammen, sowie ihre Bezeichnungen haben ihren Weg möglicherweise über das arabische Andalusien genommen: die Rebec (die Vorläuferin der Violine) stammt von der Rabāb ab, die Gitarre von der Qīṯāra und das Psalterium, die Urform von Zither und Hackbrett, ist verwandt mit der santur und dem qānūn. Andere Bezeichnungen sind in Europa inzwischen außer Gebrauch. So stammt die Bezeichnung Adufe von ad-duff, Alboka von al-bûq, Anafil (sp.) von an-nafīr, Exabeba (Ajabeba) von asch-schabbāba (Flöte), Atabal (sp., vgl. t'bol, Trommel) von at-tabl, Atambal von at-tinbal, die Tuna-Musik (sonajas de azòfar) von sunuj al-sufr, die Blasinstrumente mit konischer Bohrung, die Xelami von der sulami oder fistula (Flöte oder Orgelpfeife), die Schalmei und Dulzaina vom Rohrblattinstrument zamr und Zurna, die galicische Gaita (Sackpfeife) von der Rhaita, Rankett, auch Rackett, von iraqya oder irayiyya, das deutsche Wort Geige von ghichak und die Theorbe von der tarab.
Die Troubadours, die im Mittelalter höfische Liebeslieder dichteten und komponierten, waren möglicherweise von den Arabern beeinflusst. Ezra Pound erzählt im Canto VIII , Wilhelm IX. von Aquitanien, habe das Lied aus Spanien zusammen mit den Sängern und den Schleiern mitgebracht.
Historischen Quellen zufolge brachte Wilhelm VIII. von Aquitanien hunderte von muslimischen Kriegsgefangenen nach Poitiers. J. B. Trend erkennt an, dass die Troubadours den Sinn für Form und die Stoffe aus Andalusien übernommen hatten. Bereits im 16. Jahrhundert, u. a. bei Giammaria Barbieri (gest. 1575) später noch bei Juan Andrés (gest. 1822) findet sich die These, die Tradition sei mehr oder weniger im Gefolge der Erfahrungen Wilhelms mit der maurischen Kultur entstanden. Anhänger dieser Auffassung war auch  Ramón Menéndez Pidal. Auch Meg Bogin, die Lieder weiblicher Troubadours ins Englische übersetzt hat, ist dieser Ansicht.
Sicher ist, dass es ein Liedgut in arabischer Sprache von „vergleichbarer Intensität, Weltlichkeit und Erotik“ seit der 2. Hälfte des 9. Jahrhunderts gab.

## Einspielungen auf Tonträger (Auswahl)
- Andalusian Music from Morocco – Andalusische Musik aus Marokko, Moroccan Ensemble Fez, Direction: Ḥāǧǧ Abdelkarim Rais, Deutsche Harmonia Mundi/BMG Ariola 1984/1991, GD77241
- La Nouba – Musique classique arabo-andalouse – Mohamed Khaznadji, vol. II, AAA 074, CDA 401 (Club du disque arabe)
- La Nouba – Musique classique arabo-andalouse – Dahmane ben Achour, vol. III, AAA 084, CDA 401 (Club du disque arabe)